# Protestas por la reforma judicial en Israel de 2023
Las protestas por la reforma judicial israelí de 2023 fueron una serie  de protestas en curso que comenzaron en Israel a principios de 2023 en respuesta al impulso del gobierno gobernante para una amplia reforma judicial. Las protestas han tenido lugar desde el 7 de enero de 2023, considerado como las mayores protestas en Israel desde su independencia en 1948.
El paquete de reformas propuesto tiene como objetivo cambiar la composición del Comité de Selección Judicial para que el control sobre el nombramiento de los jueces se otorgue efectivamente al gobierno, evitar que la Corte Suprema de Israel se pronuncie sobre la validez de una Ley Básica, defender la preferencia de las Leyes Básicas "consideradas constitucionales" aprobadas por la Knéset sobre la interpretación de una Ley Fundamental por parte del Tribunal Supremo o la anulación de una ley ordinaria; abolir el uso de la "irrazonabilidad" como motivo de revisión de las decisiones administrativas, reclasificar a los asesores jurídicos de los ministerios de autoridades independientes a abogados políticamente seleccionados cuyas opiniones no son vinculantes, y permitir que los ministros rechacen el asesoramiento del Fiscal General en cualquier asunto. A partir de julio de 2023, la Knéset ha aprobado la ley para abolir la capacidad de la Corte Suprema de revisar las acciones del gobierno por motivos de razonabilidad.
La reforma ha sido promovida por el ministro de Justicia, Yariv Levin, con el respaldo del primer ministro Benjamín Netanyahu y los líderes de los otros partidos de la coalición gobernante,  pero cuenta con la oposición de los partidos de la oposición, así como de un gran segmento del público israelí. Las protestas han tenido lugar en ciudades de todo el país desde el 7 de enero. Las protestas se han enfrentado a preguntas sobre cuánto, si es que lo hacen, deberían centrarse en los derechos palestinos.  Declaraciones recientes de figuras israelíes han vinculado cada vez más el objetivo de las reformas judiciales a la expansión de los asentamientos israelíes y a una mayor anexión de los territorios ocupados por Israel y los territorios palestinos. 
En respuesta a la guerra entre Israel y Gaza que comenzó el 7 de octubre de 2023, varias organizaciones han pausado sus protestas y han pedido a cualquier persona que sea llamada al servicio militar que "defienda a Israel de inmediato y sin dudarlo".

## Antecedentes
Desde que comenzó la crisis política en 2019 se celebraron múltiples elecciones anticipadas tras intentos infructuosos de formar una coalición de gobierno. Las elecciones de 2021 fueron las primeras que dieron lugar a una formación de gobierno exitosa. La coalición en el poder, que tenía una mayoría de un escaño, colapsó en junio de 2022 después de que un miembro desertara. En las elecciones legislativas anticipadas que siguieron, el gobierno en funciones, liderado por Yair Lapid, fue derrotado por una coalición de partidos de derecha, liderada por el ex primer ministro Benjamin Netanyahu quien formó un nuevo gobierno que asumió el cargo el 29 de diciembre de 2022.
El 4 de enero de 2023, el recién nombrado ministro de Justicia, Yariv Levin, anunció planes para reformar el poder judicial de Israel, incluida la limitación del poder de la Corte Suprema y de los asesores legales del gobierno, y la concesión a la coalición gobernante de una mayoría en el comité que nombra a los jueces.  Tras el anuncio, varias organizaciones, entre ellas el ministro de Delitos y Omdim Beyachad, anunciaron su intención de organizar protestas en Tel Aviv el 7 de enero.  También ha habido protestas a favor de la reforma judicial; como el de Jerusalén el 28 de marzo; donde más de 100.000 manifestantes exigieron la reforma ahora; y se llamaban a sí mismos "ciudadanos de segunda clase"
Después de que Netanyahu anunciara una pausa en la legislación judicial el 27 de marzo, los contramanifestantes comenzaron a organizar sus propias manifestaciones, con decenas de miles de personas protestando a favor de los cambios. Las negociaciones destinadas a llegar a un compromiso fracasaron en junio, y el gobierno reanudó sus planes de aprobar partes de la legislación; En respuesta, el movimiento antirreforma intensificó sus actividades. 

## Cronología

### 7 de enero-11 de febrero
Una manifestación a la que asistieron aproximadamente 20,000 personas tuvo lugar en la Plaza Habima de Tel Aviv el 7 de enero de 2023, con Ayman Odeh como orador invitado Una protesta más pequeña se llevó a cabo en Haifa, con 200 personas.
Una segunda manifestación se llevó a cabo en la plaza Habima una semana después de la primera. Alrededor de 80.000 personas asistieron a la manifestación, mientras que manifestaciones más pequeñas llevaron a cabo en Haifa y Jerusalén, reuniendo a 2.500 y 3.000 personas respectivamente.
Otra protesta pronto siguió en la calle Kaplan en el centro de Tel Aviv. La policía israelí estimó que más de 100.000 personas asistieron a la protesta, con protestas más pequeñas en ciudades como Haifa, Jerusalén y Beerseba.
Una cuarta protesta tuvo lugar también el 28 de enero en la calle Kaplan. El número de manifestantes en Tel Aviv disminuyó mientras que su número en Haifa y Jerusalén aumentó.  Alrededor de este tiempo, las protestas comenzaron a ganar atención internacional cuando el Secretario de Estado de los Estados Unidos, Antony Blinken, visitó Israel y habló con Netanyahu sobre la reforma judicial.
Una quinta manifestación tuvo lugar en la calle Kaplan. Haaretz estima que 60.000 personas participaron en protestas en todo el país., mientras que el Jerusalem Post habla de más de 100.000 personas solo para la ciudad de Tel Aviv. Se llevaron a cabo protestas en todo el país, con mítines en ciudades como Rishon LeZion, Ness Tziona y Herzliya.
Una sexta protesta tuvo lugar en la calle Kaplan, donde la exministra de Relaciones Exteriores Tzipi Livni apareció como oradora invitada. Haaretz estimó que 50.000 personas asistieron a la protesta, con 30.000 personas adicionales que asistieron a otras protestas en todo el país, incluyendo Kfar Saba, Jerusalén y Haifa. Los organizadores estimaron que 150.000 personas asistieron solo a la protesta de Kaplan.

### 18-25 de febrero
El 18 de febrero, los manifestantes marcharon en Tel Aviv y otras ciudades de Israel, marcando el séptimo fin de semana de manifestaciones desde que se presentaron las reformas judiciales. Los organizadores declararon que alrededor de un cuarto de millón de israelíes participaron en las protestas en más de 60 lugares en todo el país, incluidos los aproximadamente 135,000 manifestantes que marcharon desde el Centro Dizengoff hasta la calle Kaplan en Tel Aviv.
Los organizadores de la manifestación en el centro de Tel Aviv proyectaron un discurso de 2012 de Benjamin Netanyahu, en el que el primer ministro declaró su creencia en un poder judicial fuerte y su intención de proteger la independencia de los tribunales israelíes

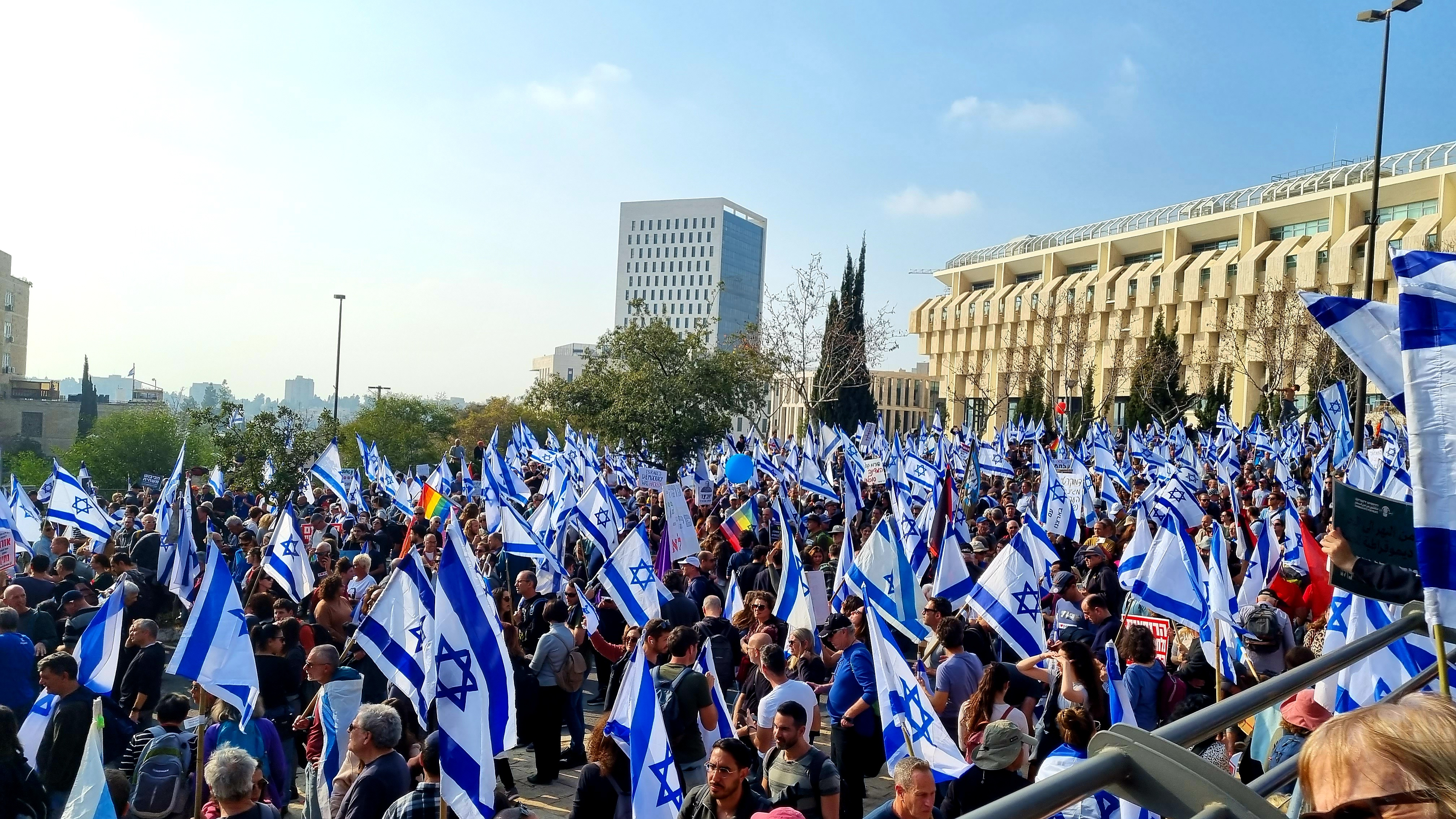
Manifestaciones en Jerusalén el 20 de febrero de 2023

El 20 de febrero, más de 100.000 personas se reunieron frente a la Knesset en Jerusalén para protestar contra "una votación inicial en el pleno sobre proyectos de ley que darían a los políticos el control sobre los nombramientos para la Corte Suprema de Israel y limitarían su capacidad para revocar leyes". Los manifestantes bloquearon carreteras clave e impidieron que varios funcionarios salieran de sus residencias. Netanyahu criticó al liderazgo del movimiento por "amenazarnos con una guerra civil y sangre en las calles" en una reunión con legisladores del partido Likud
En Tel Aviv, la protesta fue precedida por una actuación de 150 miembros del grupo de mujeres Bonot Alternativa ("Construyendo una alternativa"), vestidos con trajes rojos y blancos que se asemejan a los que usan las sirvientas en la serie de televisión The Handmaid's Tale. El grupo apareció en protesta por algunos de los cambios legales propuestos, que creen que perjudicarán a las mujeres.

### 1-25 de marzo
Las protestas tuvieron lugar en o cerca de Ashkelon, Arad, Bat Yam, Beersheba, Haifa, Herzliya, Holon, Jerusalén, Kiryat Ono, Kiryat Shmona, Ra'anana, Tel Aviv y otros lugares.  El Canal 12 estimó que 160.000 personas asistieron a las protestas solo en Tel Aviv.
El ministro de Seguridad Nacional, Itamar Ben-Gvir, habló con la prensa desde la sede de la policía en Tel Aviv, diciendo que no tiene intención de disculparse con nadie, "ciertamente no con los anarquistas que buscan incendiar el Estado de Tel Aviv".
Varios legisladores de la oposición asistieron a las protestas. El líder de la oposición, Yair Lapid, asistió a la protesta en Herzliya, el líder del partido de oposición Yisrael Beiteinu, Avigdor Lieberman, habló en Ashdod, y el líder del Partido de Unidad Nacional, Benny Gantz, habló en Beersheba. Además, el exministro de Educación y miembro del Likud, Limor Livnat, habló en la protesta en Tel Aviv.
Más de 25.000 mujeres vestidas de rojo formaron cadenas humanas en 70 lugares de Israel, combinando la conmemoración del Día Internacional de la Mujer con la ola de protestas contra la reforma judicial del gobierno. El evento fue organizado por Building an Alternative, la organización de mujeres de base detrás de las vigilias de las criadas. Al anunciar el evento anteriormente, declaró que las mujeres israelíes estaban "trazando una línea roja" cuando se trata de la violación de los derechos de las mujeres.

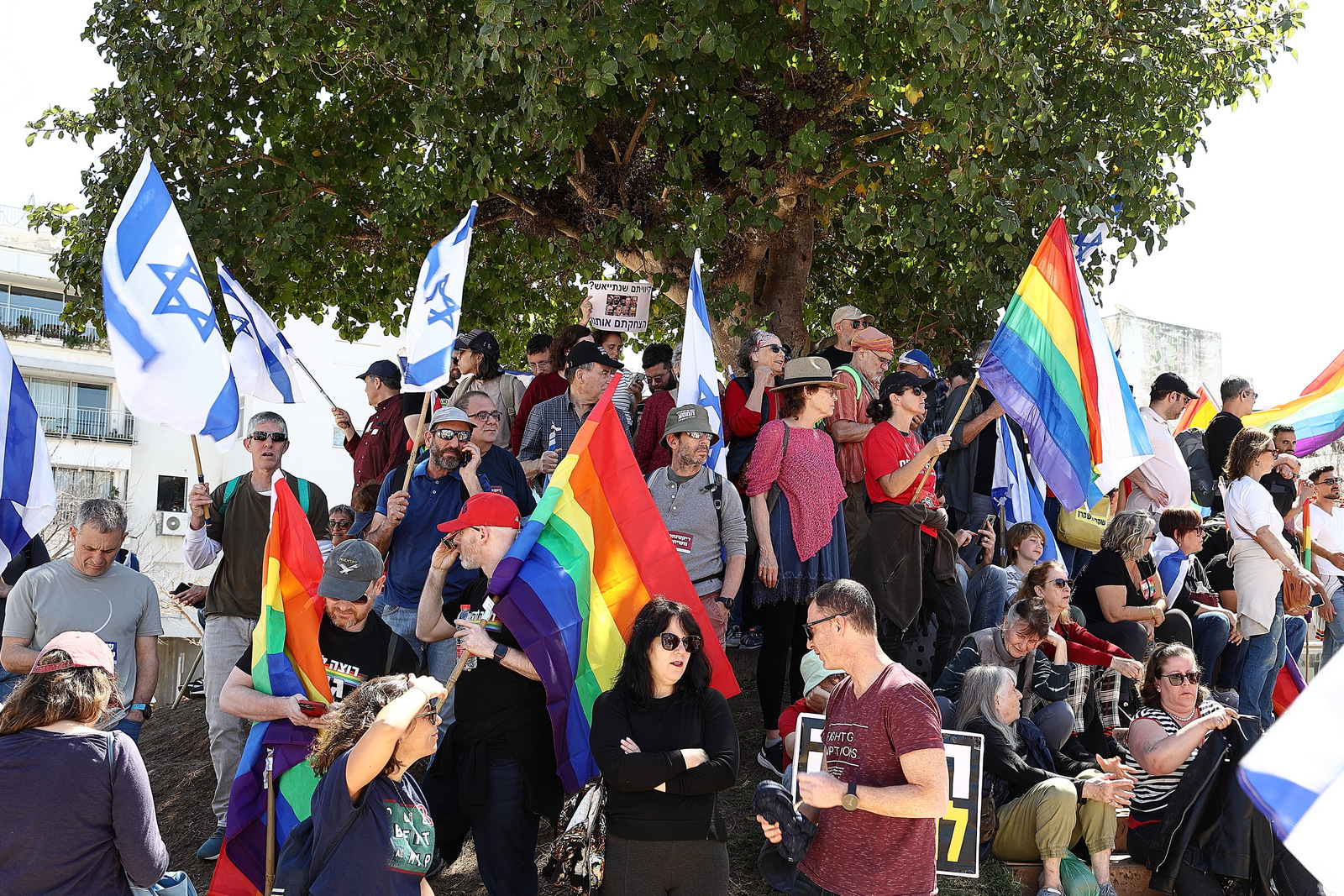
Protestas el 16 de marzo de 2023

Decenas de miles de israelíes participaron en protestas en todo el país. Los veteranos de la Marina, en botes, bloquearon la ruta que toman los barcos comerciales para llegar al puerto de Haifa. En un suburbio de Tel Aviv, los manifestantes crearon áreas segregadas improvisadas para hombres y mujeres en las paradas de autobús, como advertencia de "lo que nos espera a la vuelta de la esquina".
15 manifestantes que se alojaban en un campamento frente a la oficina del primer ministro comenzaron una huelga de hambre.
Cientos de manifestantes del movimiento de protesta reservista, ondeando banderas israelíes y banderas de la Brigada de Paracaidistas, bloquearon una carretera principal en Tel Aviv fuera de un evento donde el ministro de Vivienda, Itzjak Goldknopf, la ministra de Transporte, Miri Regev, y el primer ministro, Benjamin Netanyahu, debían hablar. El primer ministro se retiró del evento y el ministro Goldknopf se vio obligado a abandonar el escenario, citando el pandemonio.
Miles de manifestantes marcharon por la ciudad ultraortodoxa de Bnei Brak, llevando una maqueta gigante de la Declaración de Independencia. Miles más salieron a las calles de otras ciudades de Israel. Los reservistas protestaron frente a las casas del líder del partido Shas, Aryeh Deri, y del ministro de Educación, Yoav Kisch.
Cientos de empleados y jubilados de Rafael Advanced Defense Systems se manifestaron frente a la fábrica de la compañía, portando carteles que decían "Sin democracia no hay seguridad", "Esta es la segunda Guerra de Independencia" y "Somos la Cúpula de Hierro de Israel".
Alrededor de 1.500 abuelas israelíes, que se hacen llamar "Abuelas por la Democracia", se reunieron en Tel Aviv para protestar contra los cambios judiciales planeados por el gobierno. Uno de los participantes explicó: "Este estado se basa en el hecho de que todos trabajamos muy duro y todos obtenemos los bienes públicos y una buena economía. Pero lo que ha sucedido ahora es que cierto grupo quiere ordeñar la vaca hasta la muerte y exprimir el limón hasta que no quede nada y no lo permitiremos".
Según los organizadores, más de 630.000 personas asistieron a las manifestaciones de este día, las más grandes en la historia de Israel. Tel Aviv, Haifa, Beersheba y Jerusalén vieron su mayor participación desde que comenzaron las protestas, incluyendo más de 300.000 en Tel Aviv. Más de 70.000 personas protestaron en Haifa y decenas de miles en Ashdod, Beersheba, Or Akiva y Ra'anana. Cientos de manifestantes se reunieron cerca de Kiryat Shmona y en Rehovot. Cientos más se reunieron cerca de Nahalal.
El mismo día, el ministro de Defensa de Israel, Yoav Gallant, instó a una pausa en la revisión judicial. Dijo: "La creciente brecha social se ha abierto camino en el [ejército] y las agencias de seguridad. Es una amenaza clara, inmediata y tangible para la seguridad de Israel". Gallant pidió la suspensión antes de que los legisladores voten la semana siguiente sobre una parte central de las propuestas del gobierno.  Gallant fue destituido de su puesto por Netanyahu al día siguiente.

### 27 de marzo

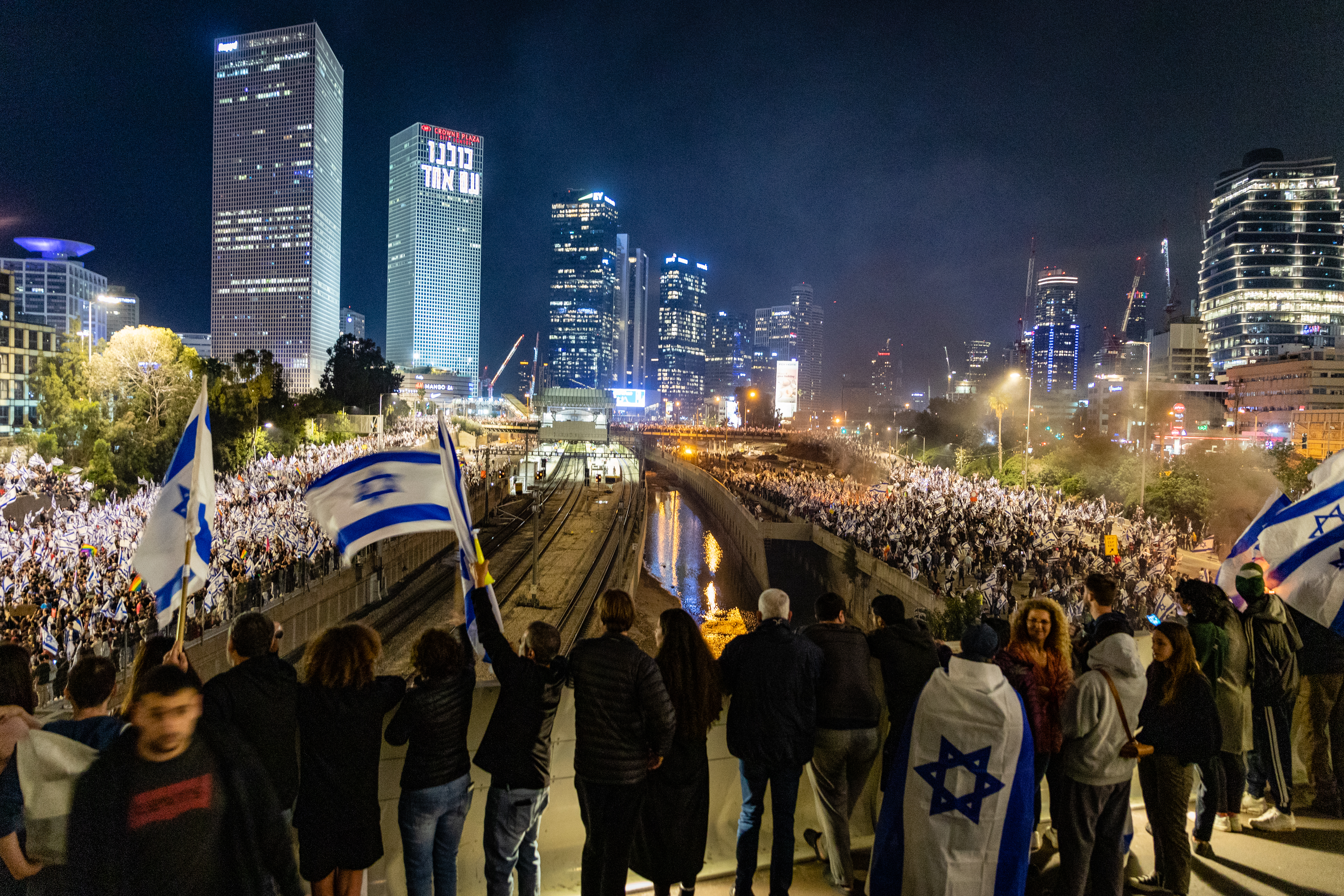
Manifestantes bloqueando un puente el Tel Aviv el 26 de marzo de 2023

El presidente israelí, Isaac Herzog, pidió al primer ministro Benjamín Netanyahu que detenga inmediatamente el proceso legislativo. Dijo: "Por el bien de la unidad del pueblo de Israel, por el bien de la responsabilidad, les pido que detengan la legislación de inmediato. Me dirijo a todos los líderes del partido en la Knesset, la coalición y la oposición como uno solo, pongo a los ciudadanos de la nación por encima de todo lo demás y me comporto de manera responsable y valiente sin más demora".
El presidente de la federación laboral Histadrut, Arnon Bar-David, anunció una huelga general a nivel nacional, seguida de sindicatos y grandes corporaciones que anunciaron su participación en la huelga. Los líderes de la protesta de la industria de alta tecnología anunciaron un cierre completo de la industria tecnológica del país. El líder del sindicato de aeropuertos de Israel ordenó a los trabajadores del aeropuerto que cerraran el aeropuerto Ben Gurion. El sindicato de médicos de Israel anunció una congelación inmediata del sistema de atención médica. Esta huelga representó la "primera vez en la historia del Estado de Israel [que] el sector empresarial, junto con la Histadrut y el gobierno local, están uniendo fuerzas para salvar al país del terrible caos", dijo Dubi Amitai, presidente del Presidium de Organizaciones Empresariales Israelíes.  Las embajadas de Israel en los Estados Unidos y el Reino Unido cerraron por el día, uniéndose a una huelga mundial de diplomáticos por los cambios propuestos al sistema judicial.
A medida que surgieron informes de que Netanyahu podría retrasar la legislación judicial, la derecha llamó a sus partidarios a manifestarse. Aproximadamente 100.000 partidarios de la reforma llegaron fuera de la Corte Suprema, pidiendo al gobierno que no ceda a la presión y que siga adelante según lo planeado.

### 29 de marzo-26 de junio
El Primer ministro de Israel, Benjamín Netanyahu respondió directamente a los cuestionamientos del Presidente de los Estados Unidos Joe Biden sobre la reforma judicial que ha impulsado el gobierno de Netanyahu;  Esté duro intercambio declaraciones es uno de los pocos desacuerdos públicos de ambas naciones han tenido.
Las protestas contra los cambios judiciales continuaron, con entre 165.000 (según el Canal 12) y 230.000 (según los organizadores) manifestantes en Tel Aviv; miles en Haifa, en Jerusalén, en Ra'anana y en el cruce de Goma; y cientos en Galilea, en Rehovot, en Ness Ziona y en el cruce de Karmi'el. En Haifa, la policía impidió que los manifestantes que portaban banderas palestinas se unieran a la manifestación. Cientos de partidarios de los cambios judiciales se manifestaron en Tel Aviv y Kfar Saba.
Cientos de miles de personas asistieron a protestas en todo el país, incluidas 140.000 en Tel Aviv. Los manifestantes en varias manifestaciones sostenían pancartas que representaban al primer ministro Netanyahu como un faraón egipcio, con la frase "Deja ir a mi pueblo", haciendo referencia a la súplica de Moisés al faraón para que permitiera a los esclavos israelitas salir de Egipto.
El orador principal en la protesta de Tel Aviv fue el exministro de Defensa Moshé Yalón. Otros oradores incluyeron al físico y líder de la protesta Shikma Bressler. Meir Sheetrit, quien se desempeñó como ministro de Justicia y Finanzas bajo gobiernos anteriores del Likud, se dirigió a la protesta de Haifa, al igual que el mayor general Amos Malka, exjefe de inteligencia militar. La exministra de Relaciones Exteriores Tzipi Livni habló en la protesta en Kfar Sava. Otros oradores en las protestas de este día incluyeron al exjefe del Mossad Danny Yatom, la legisladora de Yisrael Beiteinu Yulia Malinovsky, la activista feminista ultraortodoxa Tzippy Lavi y la ex legisladora Tehila Friedman-Nachalon.
Cientos de miles de israelíes protestaron, por 15.ª semana consecutiva, contra los cambios judiciales planeados, con manifestaciones en 150 lugares de todo el país.  El evento principal de Tel Aviv atrajo a unos 160.000 manifestantes y el evento de Netanya a unos 24.000.
Alrededor de 100 delegados al Congreso Sionista Mundial, que tiene lugar en Jerusalén, participaron en una marcha desde la sede del congreso hasta la Corte Suprema de Israel, para mostrar su oposición a las propuestas para debilitar el poder judicial. Sheila Katz, directora ejecutiva del Consejo Nacional de Mujeres Judías con sede en Estados Unidos, declaró que delegados de diez países participaron en la manifestación.
En respuesta a la protesta derechista del día anterior frente a la casa de Aharon Barak, miles de personas se reunieron allí por la noche en una muestra de apoyo a él y en oposición al plan del gobierno para debilitar el poder judicial. Barak salió a encontrarse con la multitud, que coreó "gracias" al juez retirado de 86 años.
Cientos de miles de israelíes protestaron contra el plan del gobierno para debilitar el poder judicial. El evento principal en Tel Aviv atrajo entre 100.000 (según la policía) y 165.000 manifestantes (según los organizadores). Los oradores en el evento de Tel Aviv incluyeron familiares en duelo, así como Sheila Katz, directora ejecutiva del Consejo Nacional de Mujeres Judías, Yuval Diskin, exjefe del servicio de seguridad Shabak de Israel y Abraham Roth, un sobreviviente del Holocausto de 95 años. En Jerusalén, miles de manifestantes se reunieron frente a la casa del presidente Herzog. El exministro del Likud, Limor Livnat, habló allí en contra de los cambios judiciales.
Miles de contramanifestantes se manifestaron en apoyo de la reforma judicial, incluso en la intersección de Shilot cerca de la entrada a la ciudad de Modi'in, en la intersección de Karion en Kiryat Bialik y en el centro comercial Kfar Ganim en Petah Tikva, así como en otras ciudades como Rosh HaAyin, Ashkelon y Hadera. En Rosh HaAyin, los manifestantes se disfrazaron de esclavos yemenitas y realizaron un acto con herramientas de trabajo.
Alrededor de 200.000 partidarios (según The Jerusalem Post, Agencia Telegráfica Judía y estimaciones policiales citadas por The Times of Israel) de la reforma legal del gobierno se reunieron fuera de la Knesset en Jerusalén. Según Arutz Sheva, los organizadores de la manifestación estimaron el número de manifestantes en 600.000. Los oradores incluyeron al ministro de Justicia Yariv Levin, el presidente del Comité de Constitución, Ley y Justicia MK Simcha Rothman, el ministro de Seguridad Pública Itamar Ben-Gvir y el ministro de Finanzas Bezalel Smotrich.
Los manifestantes contra la reforma judicial del gobierno se manifestaron en unos 150 lugares de Israel. Según The Times of Israel, alrededor de 200.000 participaron en Tel Aviv, 30.000 en Haifa, 18.000 en Kfar Saba y 16.000 en Netanya. Los organizadores estimaron el número total de participantes en 430.000. Los oradores en el evento de Tel Aviv incluyeron a Yoram Danziger, un exjuez de la Corte Suprema, y Aaron Ciechanover, un científico ganador del Premio Nobel. Los oradores en otros lugares incluyeron a Benny Gantz, líder del Partido de Unidad Nacional, en Ra'anana; Avigdor Liberman, líder de Yisrael Beytenu, en Be'ersheba; MK Gideon Sa'ar, exministro de Justicia, en Herzliya; Reuven Abergel, cofundador de las Panteras Negras de Israel, en Jerusalén; Yael German, embajadora de Israel en Francia hasta su reciente renuncia, en Haifa; y Yair Lapid, líder de la oposición, en Kfar Saba.

### 26 de junio-presente
El 26 de junio, la Comisión de Constitución, Derecho y Justicia de la Knesset se reunió para presentar un proyecto de ley que revocaría la norma de razonabilidad, que anteriormente había sido utilizada por los tribunales para bloquear ciertas decisiones administrativas del gobierno y otras autoridades.  Como resultado, el movimiento de protesta intensificó sus actividades y a las protestas se unieron bloqueos de carreteras. A las protestas semanales se unió una protesta el 5 de julio, después de que el jefe de policía de Tel Aviv, Amichai Eshed, que iba a ser degradado por su negativa a usar "fuerza desproporcionada" contra los manifestantes, anunciara su renuncia.
El 27 de junio, más de 300 reservistas de las FDI, organizados por el movimiento Hermanos de Armas (en hebreo: אחים לנשק), protestaron contra las reformas frente a la casa de Yariv Levin.  La policía israelí anunció que investigaría si las declaraciones hechas por el ex primer ministro Ehud Barak y el exjefe adjunto del Estado Mayor de las FDI Yair Golan, en las que llamaban a los manifestantes a participar en la desobediencia civil, constituían sedición. 
En la noche del 18 de julio, los líderes de la protesta anunciaron su intención de marchar desde la calle Kaplan en Tel Aviv hasta el edificio de la Knesset en Jerusalén. La marcha comenzó con varios cientos de personas, que se convirtieron en decenas de miles el 22 de julio. Los manifestantes se detuvieron en Shoresh el 21 de julio, antes de reanudar la marcha el 22 de julio.  Según los informes de los medios de comunicación, esta fue una de las marchas más grandes de este tipo que jamás haya tenido lugar en Israel. 
El 23 de julio, el Foro Empresarial de Israel, un grupo compuesto por las 150 empresas más grandes de Israel, que incluyen a la mayoría de los empleados del sector privado, anunció que iría a la huelga al día siguiente como "medida de emergencia", pidiendo a Netanyahu que "cumpla con su deber" y "detenga la legislación de inmediato".  El mismo día, cientos de manifestantes israelíes y simpatizantes locales en Nueva York marcharon a través del puente de Brooklyn en protesta por la reforma. 
El 24 de julio, la Knesset aprobó la primera medida de la reforma, que impide a los jueces anular decisiones del gobierno por motivos irrazonables. Toda la oposición de la Knesset boicoteó la votación.  El Movimiento por un Gobierno de Calidad en Israel, la Asociación por los Derechos Civiles en Israel y el Colegio de Abogados de Israel, el Movimiento Democrático Civil y el grupo de defensa Darkenu presentaron o planeaban presentar peticiones ante el Tribunal Superior de Justicia contra esta legislación, al igual que varios particulares.   En una manifestación después de la votación, varios manifestantes resultaron heridos después de que un vehículo acelerara contra ellos. 
Entre el 17 y el 18 de agosto, se llevaron a cabo protestas en la inauguración del Tren Ligero de Tel Aviv, que incluyeron manifestaciones contra la reforma y contra el transporte público que no funciona el sábado. 
El 22 de septiembre de 2023, alrededor de 3.000 israelíes y judíos estadounidenses protestaron frente a la sede de las Naciones Unidas en la ciudad de Nueva York, mientras Netanyahu hablaba ante la asamblea general allí. Los organizadores convocaron la mayor manifestación antigubernamental fuera de Israel desde que el primer ministro asumió el cargo a principios de 2023. Un grupo de unas 200 personas se unió a la protesta, autodenominado bloque antiocupación, portando banderas palestinas y vistiendo camisas negras que decían "no hay democracia con ocupación". Afirmaron que la lucha contra la reforma judicial no termina con el retorno a una "democracia para los judíos y un régimen militar para los palestinos". 

## Conexión con el conflicto palestino-israelí
Desde el comienzo del movimiento de protesta contra la reforma judicial, The Times of Israel ha escrito que los manifestantes se enfrentaban a una pregunta continua de ¿en qué medida, si es que deberían centrarse las manifestaciones en los derechos de los palestinos?.El debate sobre qué implicaciones tendría la reforma judicial para los palestinos se discutió en artículos y artículos de opinión en Vox, Foreign Policy y Haaretz.
El 9 de agosto de 2023, cientos de académicos israelíes y estadounidenses publicaron una declaración en la que afirmaban que el objetivo final de la reforma judicial era anexar más tierras y limpiar étnicamente todos los territorios bajo el dominio israelí de su población palestina. La declaración caracterizó que la población Palestina que vive bajo los territorios ocupados por Israel en Cisjordania y Gaza vive bajo el apartheid y criticó a los líderes judíos estadounidenses por prestar insuficiente atención a este elefante en el habitación.También les pidió que apoyaran directamente el movimiento de protesta israelí, al tiempo que les pedía que abrazaran la igualdad para palestinos y judíos dentro de Israel y los territorios ocupados. Los 800 firmantes iniciales incluyen académicos judíos estadounidenses, israelíes, palestinos, líderes religiosos y abogados. Entre los signatarios israelíes destacados se encontraban los historiadores Ilan Pappé y Benny Morris y el ex portavoz de la Knesset Avraham Burg.
El 3 de septiembre de 2023, Juventud Contra la Dictadura publicó una carta abierta firmada por 230 estudiantes de secundaria israelíes en Tel Aviv, quienes colectivamente se negaron a servir en las FDI, citando su oposición a las reformas judiciales y su negativa a servir en los asentamientos israelíes. Uno de los miembros del grupo le dijo a Haaretz que la reforma había llevado a los manifestantes a conectar la reforma judicial con la ocupación después de observar a los políticos que impulsan las reformas, que son todos colonos: Smotrich, Rothman y Ben-Gvir.
El 9 de septiembre de 2023, una declaración firmada por más de 3.500 académicos, artistas, escritores y exfuncionarios israelíes pidió al presidente estadounidense Joe Biden y al secretario general de las Naciones Unidas, António Guterres que evitaran reunirse con Netanyahu, alegando que el gobierno gobernante socavaba la democracia israelí y estaba ignorando el conflicto histórico que está desgarrando a Israel: la dominación por la fuerza del pueblo palestino.